# Vụ nổ hạt nhân

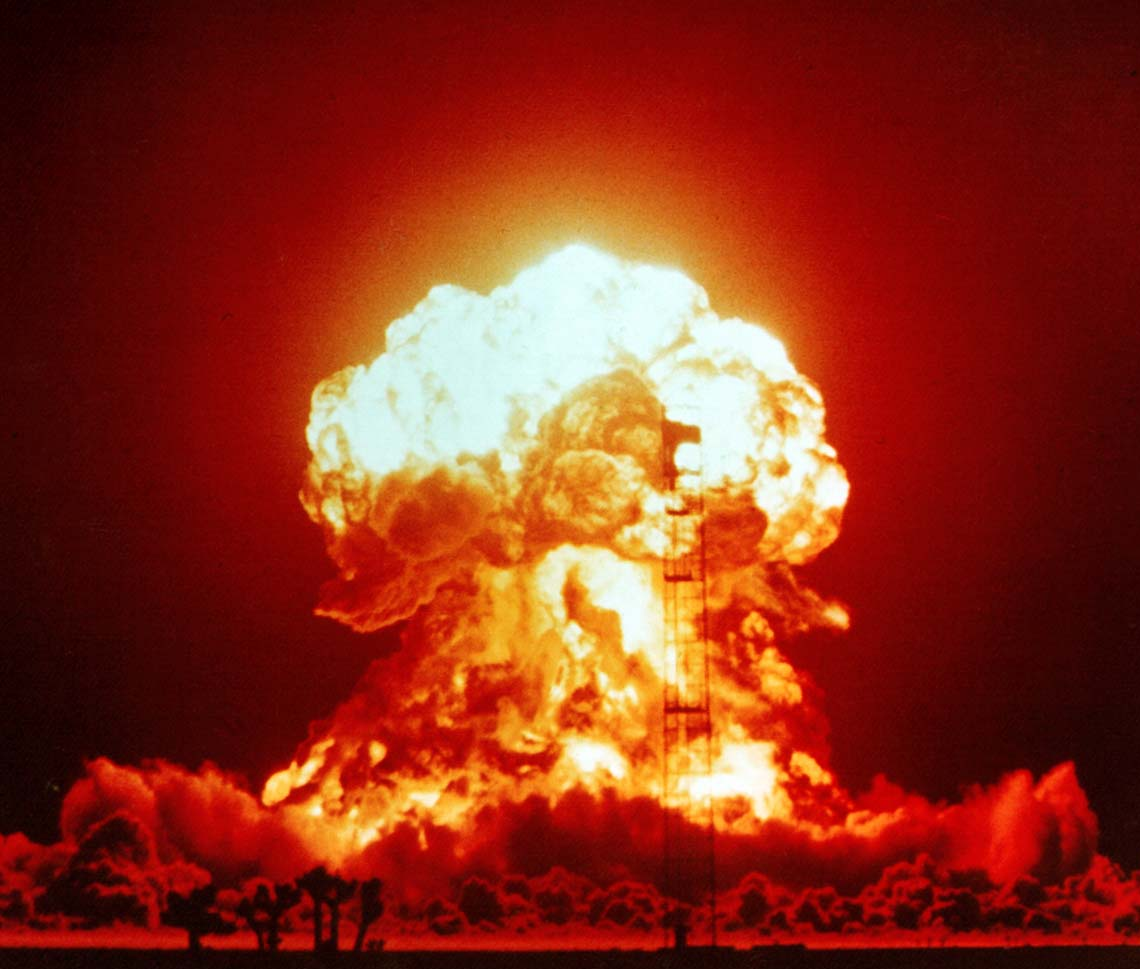
Một củ nổ hình tháp 23 kiloton được gọi là BADGER, được bắn vào ngày 18 tháng 4 năm 1953 tại Bãi thử Nevada, là một phần của loạt thử nghiệm hạt nhân Chiến dịch Upshot – Knothole.

Vụ nổ hạt nhân là một vụ nổ xảy ra do sự giải phóng năng lượng nhanh chóng từ phản ứng hạt nhân tốc độ cao. Phản ứng thúc đẩy có thể là phân hạch hạt nhân hoặc phản ứng tổng hợp hạt nhân hoặc sự kết hợp nhiều tầng của cả hai, mặc dù cho đến nay tất cả các vũ khí dựa trên nhiệt hạch đều sử dụng thiết bị phân hạch để bắt đầu phản ứng tổng hợp, và vũ khí nhiệt hạch thuần túy vẫn là một thiết bị giả định.
Các vụ nổ hạt nhân trong khí quyển có liên quan đến các đám mây nấm, mặc dù các đám mây nấm có thể xảy ra với các vụ nổ hóa học lớn. Có thể xảy ra một vụ nổ hạt nhân trên không nếu không có những đám mây đó. Các vụ nổ hạt nhân tạo ra bức xạ và các mảnh vỡ phóng xạ.

## Lịch sử
Vụ nổ hạt nhân đầu tiên do con người tạo ra xảy ra vào lúc 5:50 sáng ngày 16 tháng 7 năm 1945 tại Bãi thử Trinity gần Alamogordo, New Mexico của Hoa Kỳ, một khu vực ngày nay được gọi là Dãy Tên lửa White Sands. Sự kiện này liên quan đến việc thử nghiệm toàn diện một quả bom nguyên tử phân hạch kiểu nổ. Trong một bản ghi nhớ với Bộ trưởng Chiến tranh Hoa Kỳ, Tướng Leslie Groves mô tả sản lượng tương đương với 15.000 đến 20.000 tấn thuốc nổ TNT. Sau vụ thử này, một quả bom hạt nhân loại súng uranium (Little Boy) đã được thả xuống thành phố Hiroshima của Nhật Bản vào ngày 6 tháng 8 năm 1945, với đương lượng nổ là 15 kiloton; và một quả bom kiểu nổ plutonium (Fat Man) ở Nagasaki vào ngày 9 tháng 8 năm 1945, với đương lượng nổ là 21 kiloton. Trong những năm sau Thế chiến II, tám quốc gia đã tiến hành các vụ thử hạt nhân với 2475 thiết bị được bắn trong 2120 vụ thử.
Năm 1963, Hoa Kỳ, Liên Xô và Vương quốc Anh ký Hiệp ước Cấm Thử nghiệm Hạn chế, cam kết hạn chế thử nghiệm vũ khí hạt nhân trong bầu khí quyển, dưới nước hoặc ngoài không gian. Hiệp ước cho phép thử nghiệm dưới lòng đất. Nhiều quốc gia phi hạt nhân khác đã tham gia Hiệp ước sau khi Hiệp ước có hiệu lực; tuy nhiên, Pháp, Trung Quốc (cả hai quốc gia có vũ khí hạt nhân) thì không tham gia.
Ứng dụng chính cho đến nay là quân sự (tức là vũ khí hạt nhân), và phần còn lại của ứng dụng cho các vụ nổ này bao gồm:
- Động cơ đẩy xung hạt nhân, bao gồm sử dụng vụ nổ hạt nhân làm chiến lược làm chệch hướng tiểu hành tinh.
- Sản xuất điện; xem PACER
- Vụ nổ hạt nhân hòa bình

## Vũ khí hạt nhân
Chỉ có hai sản phẩm vũ khí hạt nhân đã được triển khai trong chiến đấu — thứ mà Hoa Kỳ chống lại Nhật Bản trong Thế chiến II. Sự kiện đầu tiên xảy ra vào sáng ngày 6 tháng 8 năm 1945, khi Lực lượng Không quân Hoa Kỳ thả một thiết bị dạng súng uranium, có mật danh "Little Boy", xuống thành phố Hiroshima, giết chết 70.000 người, trong đó có 20.000 chiến binh Nhật Bản và 20.000 lao động nô lệ Triều Tiên. Sự kiện thứ hai xảy ra ba ngày sau đó khi Lực lượng Phòng không Lục quân Hoa Kỳ thả một thiết bị nổ loại plutonium, có mật danh "Fat Man", xuống thành phố Nagasaki. Nó giết chết 39.000 người, bao gồm 27.778 nhân viên bom mìn Nhật Bản, 2.000 lao động nô lệ Hàn Quốc và 150 chiến binh Nhật Bản. Tổng cộng, khoảng 109.000 người đã thiệt mạng trong các vụ đánh bom này. (Xem Các vụ ném bom nguyên tử ở Hiroshima và Nagasaki để thảo luận đầy đủ). Hầu hết các chính phủ đều coi vũ khí hạt nhân như một biện pháp 'răn đe'; quy mô tuyệt đối của sự tàn phá do vũ khí hạt nhân gây ra đã không khuyến khích việc sử dụng chúng trong chiến tranh.

### Thử nghiệm hạt nhân
Kể từ vụ thử Trinity và loại trừ mục đích sử dụng trong chiến đấu, các quốc gia có vũ khí hạt nhân đã cho nổ khoảng 1.700 vụ nổ hạt nhân, tất cả trừ sáu vụ thử. Trong số này, sáu vụ nổ hạt nhân vì mục đích hòa bình. Thử nghiệm hạt nhân là các thử nghiệm được thực hiện để xác định tính hiệu quả, năng suất và khả năng nổ của vũ khí hạt nhân. Trong suốt thế kỷ 20, hầu hết các quốc gia phát triển vũ khí hạt nhân đều có một cuộc thử nghiệm dàn dựng đối với chúng. Thử nghiệm vũ khí hạt nhân có thể cung cấp thông tin về cách thức hoạt động của vũ khí cũng như cách vũ khí hoạt động trong các điều kiện khác nhau và cách cấu trúc hoạt động khi bị nổ hạt nhân. Ngoài ra, thử nghiệm hạt nhân thường được sử dụng như một chỉ số về sức mạnh khoa học và quân sự, và nhiều cuộc thử nghiệm công khai mang mục đích chính trị; hầu hết các quốc gia có vũ khí hạt nhân đều công khai tình trạng hạt nhân của mình bằng một vụ thử hạt nhân.

## Ảnh hưởng của vụ nổ hạt nhân
Các tác động chủ yếu của vũ khí hạt nhân (vụ nổ và bức xạ nhiệt) là cơ chế sát thương vật lý giống như chất nổ thông thường, nhưng năng lượng do một vụ nổ hạt nhân tạo ra nhiều hơn hàng triệu lần mỗi gam và nhiệt độ đạt được là hàng chục megakelvin. Vũ khí hạt nhân khác đáng kể so với vũ khí thông thường bởi lượng năng lượng nổ khổng lồ mà chúng có thể tạo ra và các loại hiệu ứng khác nhau mà chúng tạo ra, như nhiệt độ cao và bức xạ hạt nhân.
Tác động tàn khốc của vụ nổ không dừng lại sau vụ nổ ban đầu, như với các loại thuốc nổ thông thường. Một đám mây bức xạ hạt nhân đi từ tâm vụ nổ, gây ra tác động đến các dạng sống ngay cả sau khi các đợt sóng nhiệt chấm dứt.
Bất kỳ vụ nổ hạt nhân nào (hoặc chiến tranh hạt nhân) sẽ có những tác động thảm khốc trên diện rộng, lâu dài. Ô nhiễm phóng xạ sẽ gây ra đột biến gen và ung thư qua nhiều thế hệ.